# 森崎くるみ
森崎 くるみ（もりさき くるみ）は、日本の漫画家、イラストレーター。女性。主に成人向け漫画を創作する他、トレーディングカードゲームの『Lycee』のイラストも描いている。
「もりさきくるみ」名義での作品も存在する。
以前は「お姫様倶楽部」という同人サークルのノベルゲーム作品に参加していたこともあり、当初の名義は「森崎胡桃」であった。

## 作品リスト

### 漫画作品
成人向け
1. 『First』 （2005年4月20日発売[5]、ISBN 978-4-87734-809-0）
2. 『spring』 （2006年3月10日発売[6]、ISBN 978-4-87734-964-6）
3. 『Precious』
  - 初回限定版 （2007年3月10日発売[7]、ISBN 978-4-86252-143-9）※雑誌などで掲載されたイラストやキャラクター設定条件などが載った小冊子付き。
  - 普及版 （2007年6月1日発売[8]、ISBN 978-4-86252-198-9）
4. 『LOVELY GIRL's』 （2014年12月10日発売[9]、ISBN 978-4-86436-725-7）
5. 『色恋少女』 （2016年8月10日発売[10]、ISBN 978-4-86436-952-7）
6. 『スキのカタチ』 （2018年11月30日発売[11]、ISBN 978-4-86653-251-6）
7. 『幼馴染のアソビかた』※「もりさきくるみ」名義、電子書籍（2021年8月15日発売、ブレインハウス、ASIN B0CB5Z2PTK）

一般向け
- 『死神とチョコレート・パフェ』 （原作：花凰神也、富士見書房『月刊ドラゴンエイジ』連載、全2巻）
  1. （2007年8月7日発売[12]、〈角川コミックス ドラゴンJr. 114-1〉、ISBN 978-4-04712-507-0）
  2. （2008年2月7日発売[13]、〈角川コミックス ドラゴンJr. 114-2〉、ISBN 978-4-04712-534-6）
- 『ノストラダムスに聞いてみろ♪』 （原作：Lime、角川書店『月刊コンプエース』連載、全1巻）
  1. （2008年6月24日発売[14]、〈角川コミックス・エース 205-1〉、ISBN 978-4-04715-069-0）
- 『FairlyLife』 （原作：HOOK、角川書店『月刊コンプエース』連載 2008年11月号～2009年1月号、単行本化未定）
- 『やみ憑きマリス』 （オリジナル作品、富士見書房『月刊ドラゴンエイジ』連載 2009年1月号～2009年9月号、全2巻）
  1. （2009年8月8日発売[15]、〈角川コミックス ドラゴンJr. 114-3〉、ISBN 978-4-04712-621-3）
  2. （2009年10月10日発売[16]、〈角川コミックス ドラゴンJr. 114-4〉、ISBN 978-4-04712-628-2）
- 『ひまわり -the Door into Summer-』 （原作：ぶらんくのーと、角川書店『月刊コンプエース』連載 2009年12月号～2010年7月号、全2巻）
  1. （2010年4月22日発売[17]、〈角川コミックス・エース 205-2〉、ISBN 978-4-04715-444-5）
  2. （2010年6月24日発売[18]、〈角川コミックス・エース 205-3〉、ISBN 978-4-04715-471-1）
- 『星空へ架かる橋』 （原作：feng、角川書店『月刊コンプエース』連載 2011年6月号～2012年2月号、全2巻）
  1. （2011年7月21日発売[19]、〈角川コミックス・エース 205-4〉、ISBN 978-4-04715-744-6）
  2. （2011年12月20日発売[20]、〈角川コミックス・エース 205-5〉、ISBN 978-4-04120-069-8）
- 『スマイル☆シューター』 （原作：山佐、角川書店『月刊コンプエース』連載 2012年10月号～2013年8月号、全1巻）
  1. （2013年2月22日発売[21]、〈角川コミックス・エース 205-6〉、ISBN 978-4-04120-624-9）
- 『廃棄された俺と追放された悪役令嬢』※「もりさきくるみ」名義[2]
  1. （2024年4月10日発売[22]、ぶんか社、ISBN 978-4-8211-5829-4）

### ゲーム作品
同人ゲーム
- 『オーロラ姫 被虐の魔峡』シリーズ （1998年～、お姫様倶楽部）[23]
  - 『オーロラ姫 被虐の魔峡』
  - 『オーロラ姫 被虐の魔峡 外伝～夢の中へ』
  - 『オーロラ姫 被虐の魔峡II 淫虐の罠』
  - 『オーロラ姫 孤島の魔窟』 （お姫様舞踏会puremium ※会員ページ限定コンテンツ）
- 『神風剣士ロゼッタ I+II』 （お姫様倶楽部）
- 『お姫様舞踏会 -Give A Ball- for Windows』 （2002年、お姫様倶楽部、CD-ROM版）

商業ゲーム
- 『お姫様舞踏会 -Give A Ball- for DVD』 （2003年4月10日発売、お姫様倶楽部、DVDプレイヤーズゲーム）[24][25]
- 『お姫様舞踏会 -Give A Ball- 廉価版』 （2007年5月10日発売、お姫様倶楽部、DVDプレイヤーズゲーム）[24][26]

※イーアンツ有限会社のアダルトゲームブランド「お姫様倶楽部」として発売。